# Zoltán Szécsi
Zoltán Szécsi (* 22. Dezember 1977 in Budapest) ist ein ehemaliger ungarischer Wasserballtorwart. 
Szécsi begann seine Karriere beim Budapester Verein Budapesti VSC, mit dem er von 1996 bis 1999 ungarischer Meister wurde. Nach den Olympischen Spielen 2004 wechselte Szécsi mehrfach den Verein, so spielte er in Italien bei Camogli.
Szécsi debütierte 1998 in der ungarischen Nationalmannschaft. Bei den Olympischen Spielen 2000 in Sydney gewann er seine erste olympische Goldmedaille. Nach Bronze bei den Europameisterschaften 2001 und 2003 folgte in Barcelona 2003 der Weltmeistertitel. In Athen bei den Olympischen Spielen 2004 half er mit, die Goldmedaille von 2000 zu verteidigen. Bei der Wasserball-Weltmeisterschaft 2005 verlor die Mannschaft im Finale gegen das Team aus Serbien und Montenegro, zwei Jahre später belegten die Ungarn bei der Wasserball-Weltmeisterschaft 2007 hinter Kroatien den zweiten Platz. Bei den Olympischen Spielen 2008 gewannen die Ungarn das Finale gegen die Mannschaft aus den Vereinigten Staaten. Für Szécsi war es der dritte Olympiasieg in Folge.
1999 gewann die ungarische Mannschaft den Weltpokal der FINA, 2002 und 2006 belegten die Ungarn jeweils den zweiten Platz.
Zoltán Szécsi ist 1,98 m groß und sein Wettkampfgewicht betrug 93 kg. 2016 wurde er in die International Swimming Hall of Fame aufgenommen.